# Nicolás Vuyovich
Nicolás Vuyovich (Orán, Provincia de Salta, 29 de junio de 1981 - Ciudad de Córdoba, Provincia de Córdoba, 8 de mayo de 2005) fue un piloto argentino de automovilismo. Destacado a nivel nacional por sus participaciones en las categorías Turismo Competición 2000 y Turismo Nacional.

## Carrera

### Inicios
Inició su carrera en los circuitos de karting de la región del Noroeste Argentino, donde obtendría sucesivamente los campeonatos de los años 1992 y 1993. Tras una breve excursión por el exterior, volvería a su provincia para competir y consagrarse campeón en el Turismo Pista Salteño, en el año 1999.

### Turismo Nacional
Esta participación propiciaría su debut en el Turismo Nacional, donde obtendría los campeonatos de las clases 2 y 3 en los años 2000 y 2002, respectivamente.

### Turismo Competición 2000
Tras su paso por el TN, debutaría en el TC 2000 en 2002, donde consiguió ganar dos competencias y ser fichado por el equipo oficial Toyota Team Argentina a partir de 2004.

## Fallecimiento
Falleció de manera trágica el 8 de mayo de 2005, al desplomarse la avioneta que lo trasladaba desde el Autódromo Eduardo Copello hacia la Ciudad de Córdoba, junto a integrantes del plantel del equipo Toyota, entre los que figuraba su jefe Gustavo Ramonda. En la mañana de esa misma fecha, había participado de una fecha del TC 2000 en el mencionado autódromo, donde Vuyovich se llevaría el triunfo, logrando un 1-2 para la marca Toyota, con Norberto Fontana como escolta.
Actualmente, su legado deportivo lo sigue llevando adelante su hermano mayor Pablo Vuyovich (nacido en 1979), quien fue también campeón del TC del NOA y que en 2015 se consagrara campeón de Turismo Pista Clase 3. Estos logros, permitirían a Pablo debutar en 2016 en el TC 2000, la última categoría en la que participara su hermano.

## Resumen de carrera
| Temporada | Categoría                | Equipo                | Carreras | Victorias | Poles | VR | Podios | Puntos | Pos. |
| --------- | ------------------------ | --------------------- | -------- | --------- | ----- | -- | ------ | ------ | ---- |
| 2000      | Turismo Nacional Clase 2 |                       | 12       | 4         | ?     | ?  | 6      | 176    | 1.º  |
| 2001      | Turismo Nacional Clase 3 |                       | 12       | ?         | ?     | ?  | ?      | ?      | ?    |
| 2002      | Turismo Nacional Clase 3 | Alisi                 | 11       | 4         | ?     | ?  | 6      | 169    | 1.º  |
| 2002      | Turismo Competición 2000 | Alisi Racing          | 7        | 1         | 0     | 0  | 1      | 20     | 15.º |
| 2003      | Turismo Competición 2000 | Alisi Honda Racing    | 7        | 0         | 0     | 0  | 0      | 3      | 27.º |
| 2004      | Turismo Competición 2000 | Toyota Team Argentina | 13       | 0         | 0     | 0  | 0      | 28     | 15.º |
| 2005      | Turismo Competición 2000 | Toyota Team Argentina | 4        | 1         | 0     | 0  | 1      | 29     | 13.º |
| Fuente:   |                          |                       |          |           |       |    |        |        |      |

## Resultados

### Turismo Competición 2000
| Año  | Equipo                | Auto              | 1    | 2   | 3     | 4   | 5   | 6   | 7   | 8   | 9      | 10  | 11  | 12    | 13  | 14  | Res. | Puntos |
| ---- | --------------------- | ----------------- | ---- | --- | ----- | --- | --- | --- | --- | --- | ------ | --- | --- | ----- | --- | --- | ---- | ------ |
| 2002 |                       |                   | GR   | RC  | SJU I | BB  | RES | OBE | AG  | SAL | SJU II | PAR | BA  | SRA   | PIG | MDP | 15.º | 20     |
| 2002 | Alisi Racing          | Honda Civic VI    |      |     |       |     |     |     | Ret | Ret | Ret    | Ret | 1   | 17†   | Ret |     | 15.º | 20     |
| 2003 |                       |                   | SL I | GR  | TRE   | SJU | BB  | OBE | RC  | SAL | RES    | SR  | BA  | SL II | AG  | MDP | 27.º | 3      |
| 2003 | Alisi Honda Racing    | Honda Civic VI    | 9    | 10  | Ret   | Ret |     | Ret | NL  | Ret |        |     | Ret |       |     |     | 27.º | 3      |
| 2004 |                       |                   | GR   | VIE | SJU   | PAR | SL  | OBE | AG  | CON | RC     | SRA | BB  | BA    | RAF | MDP | 15.º | 28     |
| 2004 | Toyota Team Argentina | Toyota Corolla IX | Ret  | Ret | Ret   | 4   | NL  | 5   | Ret | 8   | Ret    | 8   | Ret | 23†   | Ret | Ret | 15.º | 28     |
| 2005 |                       |                   | BA I | PAR | VIE   | SJU | OLA | AG  | CUR | OBE | RAF    | SRA | CON | BA II | SL  | GR  | 13.º | 29     |
| 2005 | Toyota Team Argentina | Toyota Corolla IX | 8    | Ret | Ret   | 1   |     |     |     |     |        |     |     |       |     |     | 13.º | 29     |